# Dominika Hošková

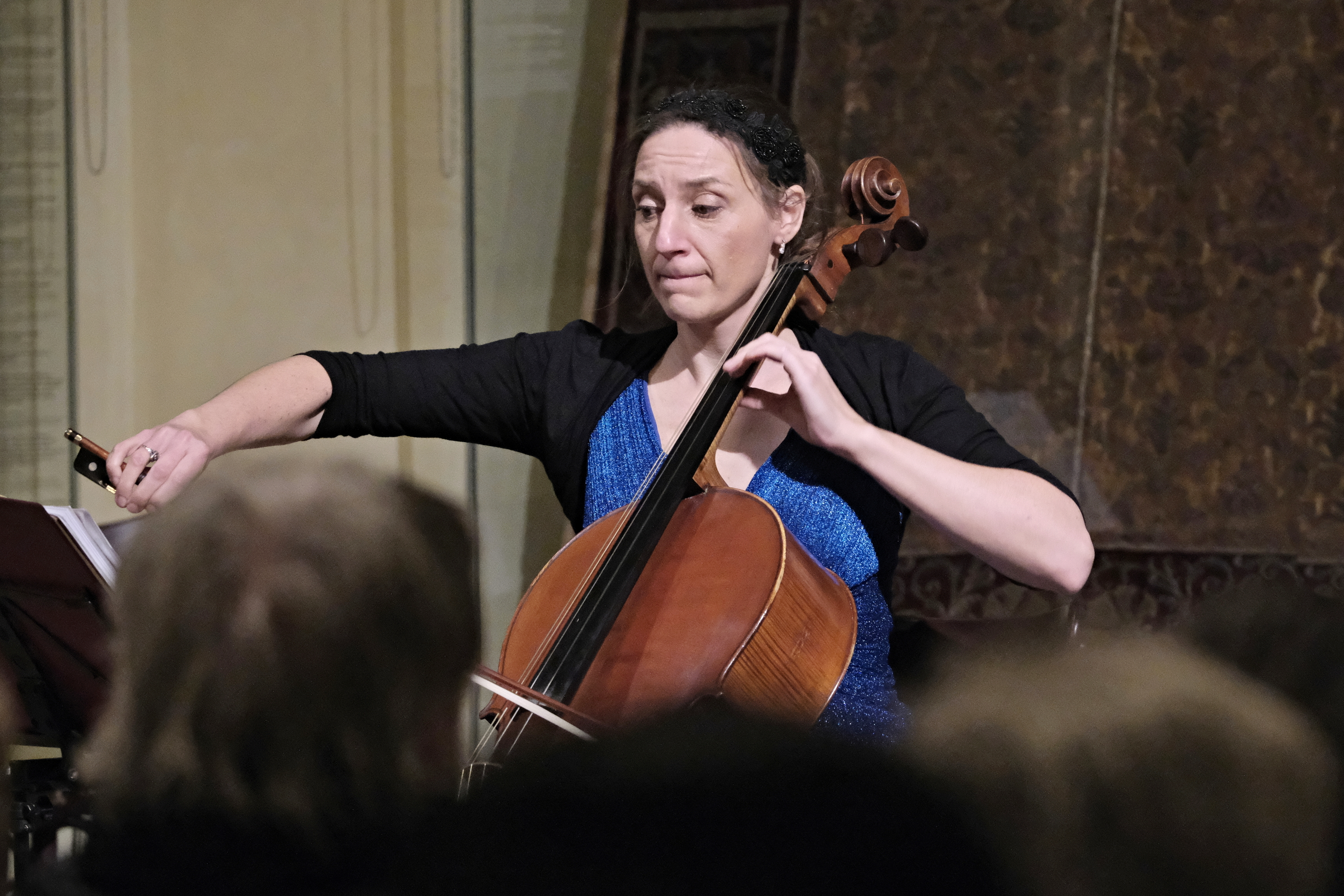
Dominika Weiss Hošková při koncertu v Meiselově synagoze v Praze

Dominika Weiss Hošková (* 17. července 1982 Praha) je česká violoncellistka, dcera hudebníka Jiřího Hoška. Žije střídavě v České republice a v Izraeli. Specializuje se na interpretaci díla violoncellisty Davida Poppera (1843–1913).

## Hudební činnost
Dominika Hošková začala hrát na violoncello ve čtyřech letech pod vedením svého otce, violoncellisty Jiřího Hoška a dále studovala hru na violoncello na Pražské konzervatoři u prof. Václava Jírovce, Vladana Kočího a soukromě též u prof. Miloše Sádla. Po dokončení studia pokračovala roku 2003 na HAMU ve třídě svého otce. V roce 2008 absolvovala HAMU a pokračovala ve studiu na stáži v Izraeli.

## Soutěže a festivaly
Účastnila se řady violoncellových soutěží (Heranova soutěž v Ústí nad Orlicí – 1992, 1996), mezinárodní soutěž v rakouském Liezenu, Prague Junior Note (1995 – čestné uznání 1. stupně). Na základě anonymní nahrávky se probojovala mezi kandidáty mezinárodní violoncellové soutěže Pražského jara 2000 a stala se nejmladší českou účastnicí této soutěže.[zdroj?] Nadace ČHF jí ocenila udělením stipendia pro nejúspěšnější studenty (v letech 2000–2003). V roce 2002 získala jednu z hlavních cen na celostátní violoncellové soutěži konzervatoří v Teplicích. Na soutěži Karla Ditterse byla oceněna jako členka Kvarteta Pražské konzervatoře udělením 1. ceny a diplomem "absolutní vítěz soutěže" (2003). V 8. ročníku violoncellové soutěže Nadace Bohuslava Martinů získala 3. cenu (2003). Stala se absolutním vítězem soutěžního konkurzu o "stipendium Yamaha" (2004). V roce 2004 absolvovala letní akademii Prag – Wien – Budapest v rakouském Semmeringu (prof. Csaba Onczay). Jako jediná pražská violoncellistka se účastnila Mezinárodní violoncellové soutěže Davida Poppera v Budapešti. V roce 2004 se stala členkou nově založeného klavírního tria Ester, se kterým se účastnila 10. ročníku soutěže Bohuslava Martinů, kde Trio Ester získalo 2. cenu a cenu za nejlepší provedení díla Bohuslava Martinů.
Sólově koncertovala se zlínskou Filharmonií Bohuslava Martinů, Pražskou komorní filharmonií, Plzeňskou filharmonií, Symfonickým orchestrem hl. m. Prahy FOK, Virtuosi Pragenses i v České televizi (Hudební setkání, Terra Musica, adventní koncerty, Noc s Andělem).
Účinkovala na hudebních festivalech: Podblanický podzim, Nekonvenční žižkovský podzim, Synagogy západočeského kraje, Festival Bohuslava Martinů, koncert pro Konrad Adenauer Stiftung-Berlín, Dresdner Piano Salon, Talentinum 06 aj. V roce 2006 byla nominována na Prémiovou listinu ČHF pro nejlepší mladé interprety. V roce 2007 absolvovala půlroční stáž na konzervatoři v Paříži a kurzy v Izraeli. V květnu 2009 stala absolutní vítězkou mezinárodní všeoborové soutěže „The string competition in memory of David Gritz“ v Jeruzalémě. 
V roce 2010 se představila pražskému publiku mj. uvedením Dvořákova violoncellového koncertu h moll ve Smetanově síni pražského Obecního domu. V červnu 2010 byla oceněna udělením Stříbrné medaile Senátu Parlamentu ČR za šíření dobrého jména a tradic české kultury v Izraeli.

## Mezinárodní stáže a kurzy
- International academy – Praha, Wien, Budapest " (prof. Csaba Onczay, Semmering, Rakousko 2004)
- Conservatoire National Supérieur de Paris (prof. Jean-Marie Gamard, půlroční stáž, 2007)
- Music in the Valley (mistrovské kurzy)
- Historia Muzika ve Zikaron (prof. Dudu Sella, Zvi Plesser, Hilel Zori)
- International festival (Izrael, 2007)
- Masterclass: Emerson Quartet, Miriam Fried, Raphael Wallfisch (Izrael, 2008), Isaye quartet (2009).

## Diskografie
- 2001 – David Popper – Chamber Works
- 2001 – Luboš Sluka – A Cage for Two Nightingales
- 2003 – Joseph Haydn / Antonín Kraft – Duos for Two Cellos
- 2005 – G. M. Monn / C. Ph. E. Bach / Jacques Offenbach – Violoncellové koncerty
- 2008 – David Popper (1843–1913) – Virtuózní skladby pro violoncello a orchestr